# Шервож (приток Палью)
Шервож (устар. Шер-Вожпал, Шер-Вож-Пал) — река в России, течёт по территории Троицко-Печорского района Республики Коми. Устье реки находится в 61 км по правому берегу реки Палью на высоте 118 м над уровнем моря. Длина реки составляет 35 км.

## Данные водного реестра
По данным государственного водного реестра России относится к Двинско-Печорскому бассейновому округу, водохозяйственный участок реки — Печора от истока до водомерного поста у посёлка Шердино, речной подбассейн реки — Бассейны притоков Печоры до впадения Усы. Речной бассейн реки — Печора.
Код объекта в государственном водном реестре — 03050100112103000059577.